# 플로라베이스
플로라베이스(FloraBase)는 웨스턴오스트레일리아주의 식물상에 대한 공개 액세스 웹 기반 데이터베이스이다. 설명, 지도, 이미지, 보존 상태 및 명칭 세부 정보를 포함하여 12,978개 분류군에 대한 권위 있는 과학 정보를 제공한다. 1,272종의 외래 분류군(귀화 잡초)도 기록되어 있다.
이 시스템은 웨스턴오스트레일리아주 식물 개체 수 조사(Census of Western Australian Plants)와 803,000개 이상의 인증된 식물 컬렉션이 포함된 웨스턴오스트레일리아주 식물표본관 표본 데이터베이스를 포함한 데이터 세트에서 데이터를 가져온다. 이는 공원 및 야생동물부 산하의 웨스턴오스트레일리아주 식물 표본관에서 운영한다. 1998년 11월에 설립되었다.
배포 가이드에서는 IBRA 버전 5.1과 존 스탠리 비어드(John Stanley Beard)의 식물 지역을 조합하여 사용한다.